# Route d’Occitanie
Die Route d’Occitanie  ist ein Radsport-Etappenrennen in Südfrankreich.
Das jährlich im Juni über meist drei Etappen stattfindende Radrennen wurde 1977 zum ersten Mal unter dem Namen Tour Cycliste du Tarn ausgetragen, hieß von 1982 bis 1987 Tour Midi-Pyrénées und anschließend bis 2017 Route du Sud – La Dépêche du Midi.
Zum Programm gehört traditionell eine schwere Bergetappe in den Pyrenäen, weshalb auch viele Kletterspezialisten dort an den Start gehen und sich auf die folgende Tour de France im Juli vorbereiten. Seit 2005 gehört das Rennen zur UCI Europe Tour und ist in die UCI-Kategorie 2.1 eingestuft.

## Palmarès
| Jahr | Sieger                    | Zweiter                  | Dritter                  |          |
| ---- | ------------------------- | ------------------------ | ------------------------ | -------- |
| 1977 | Jacques Esclassan         | Bernard Hinault          | Jean-Pierre Danguillaume |          |
| 1978 | Pierre-Raymond Villemiane | Roger Legeay             | Dominique Sanders        |          |
| 1979 | Yvon Bertin               | Jacques Bossis           | Bernard Hinault          |          |
| 1980 | Gilbert Duclos-Lassalle   | Patrick Bonnet           | Patrick Friou            |          |
| 1981 | Jean-René Bernaudeau      | Marc Madiot              | Greg LeMond              |          |
| 1982 | Francesco Moser           | Jean-René Bernaudeau     | Michel Laurent           |          |
| 1983 | Gilbert Duclos-Lassalle   | Charly Mottet            | Stephen Roche            |          |
| 1984 | Pascal Simon              | Michel Laurent           | Edgar Corredor           |          |
| 1985 | Stephen Roche             | Laurent Fignon           | Frédéric Vichot          |          |
| 1986 | Niki Rüttimann            | Charly Mottet            | Claude Criquielion       |          |
| 1987 | Régis Clère               | Éric Boyer               | Yvon Madiot              |          |
| 1988 | Ronan Pensec              | Gilbert Duclos-Lassalle  | Robert Millar            |          |
| 1989 | Gilbert Duclos-Lassalle   | Éric Boyer               | Jesús Montoya            |          |
| 1990 | Yves Bonnamour            | Frédéric Vichot          | Luc Suykerbuyk           |          |
| 1991 | Laurent Dufaux            | Philippe Louviot         | Carlos Galarreta         |          |
| 1992 | Artūras Kasputis          | Fabian Jeker             | Laurent Biondi           |          |
| 1993 | Éric Boyer                | Laurent Brochard         | Eric Van Lancker         |          |
| 1994 | Álvaro Mejía              | Richard Virenque         | Charly Mottet            |          |
| 1995 | Laurent Dufaux            | Carmelo Miranda González | Laurent Madouas          |          |
| 1996 | Laurent Jalabert          | Giuseppe Guerini         | Joona Laukka             |          |
| 1997 | Patrick Jonker            | Massimo Donati           | François Simon           |          |
| 1998 | Armand de Las Cuevas      | Michael Boogerd          | Santiago Blanco          |          |
| 1999 | Jonathan Vaughters        | Patrick Jonker           | Mario Aerts              |          |
| 2000 | Tomasz Brożyna            | Francisco Mancebo        | Patrice Halgand          |          |
| 2001 | Andrei Kiwiljow           | Jens Voigt               | Raimondas Rumšas         |          |
| 2002 | Levi Leipheimer           | Aitor Kintana Zárate     | Andrei Kiwiljow          |          |
| 2003 | Michael Rogers            | Pietro Caucchioli        | Nicolas Vogondy          |          |
| 2004 | Bradley McGee             | Sandy Casar              | Torsten Hiekmann         |          |
| 2005 | Sandy Casar               | Przemysław Niemiec       | Benoît Salmon            |          |
| 2006 | Thomas Voeckler           | Pierrick Fédrigo         | Julien Mazet             |          |
| 2007 | Óscar Sevilla             | Massimo Giunti           | Markus Eibegger          |          |
| 2008 | Daniel Martin             | Christophe Moreau        | Luca Pierfelici          |          |
| 2009 | Przemysław Niemiec        | Julien Loubet            | Giampaolo Caruso         |          |
| 2010 | David Moncoutié           | Alexandre Geniez         | Fortunato Baliani        |          |
| 2011 | Wassil Kiryjenka          | Davide Rebellin          | Peter Kennaugh           |          |
| 2012 | Nairo Quintana            | Hubert Dupont            | Anthony Charteau         |          |
| 2013 | Thomas Voeckler           | Franco Pellizotti        | John Gadret              |          |
| 2014 | Nicolas Roche             | Alejandro Valverde       | Michael Rogers           |          |
| 2015 | Alberto Contador          | Nairo Quintana           | Pierre Latour            |          |
| 2016 | Nairo Quintana            | Marc Soler               | Nicolas Edet             |          |
| 2017 | Silvan Dillier            | Richard Carapaz          | Kenny Elissonde          |          |
| 2018 | Alejandro Valverde        | Daniel Navarro           | Kenny Elissonde          |          |
| 2019 | Alejandro Valverde        | Iván Sosa                | Rigoberto Urán           |          |
| 2020 | Egan Bernal               | Pavel Sivakov            | Alexander Wlassow        |          |
| 2021 | Antonio Pedrero           | Jesús Herrada            | Óscar Rodríguez          |          |
| 2022 | Michael Woods             | Carlos Rodríguez         | Jesús Herrada            |          |
| 2023 | Michael Woods             | Cristian Rodríguez       | Georg Steinhauser        |          |
| 2024 | abgesagt                  | abgesagt                 | abgesagt                 | abgesagt |
| 2025 |                           |                          |                          |          |